# Belarussische Badmintonmeisterschaft 2021
Die Belarussische Badmintonmeisterschaft 2021 fand vom 26. bis zum 30. Januar 2021 in Minsk statt.

## Sieger und Platzierte
| Disziplin    | Gold                                       | Silber                                   | Bronze                                           |
| ------------ | ------------------------------------------ | ---------------------------------------- | ------------------------------------------------ |
| Herreneinzel | Yauheni Yakauchuk                          | Yury Savelyev                            | Illia Dubikouski                                 |
| Dameneinzel  | Alesia Zaitsava                            | Maryana Viarbitskaya                     | Anastasiya Cherniavskaya                         |
| Herrendoppel | Yauheni Yakauchuk Dzmitry Saidakou         | Vitaly Primak Andrey Vaganov             | Aliaksandr Aliaksandrovich Uladzimir Kryvasheyeu |
| Damendoppel  | Julia Bitsoukova Maryana Viarbitskaya      | Alesia Zaitsava Anastasiya Cherniavskaya | Maryna Yanbayeva Polina Karmalys                 |
| Mixed        | Yauheni Yakauchuk Anastasiya Cherniavskaya | Dzmitry Saidakou Maryana Viarbitskaya    | Hleb Shvydkou Alesia Zaitsava                    |